# 台湾の仏教

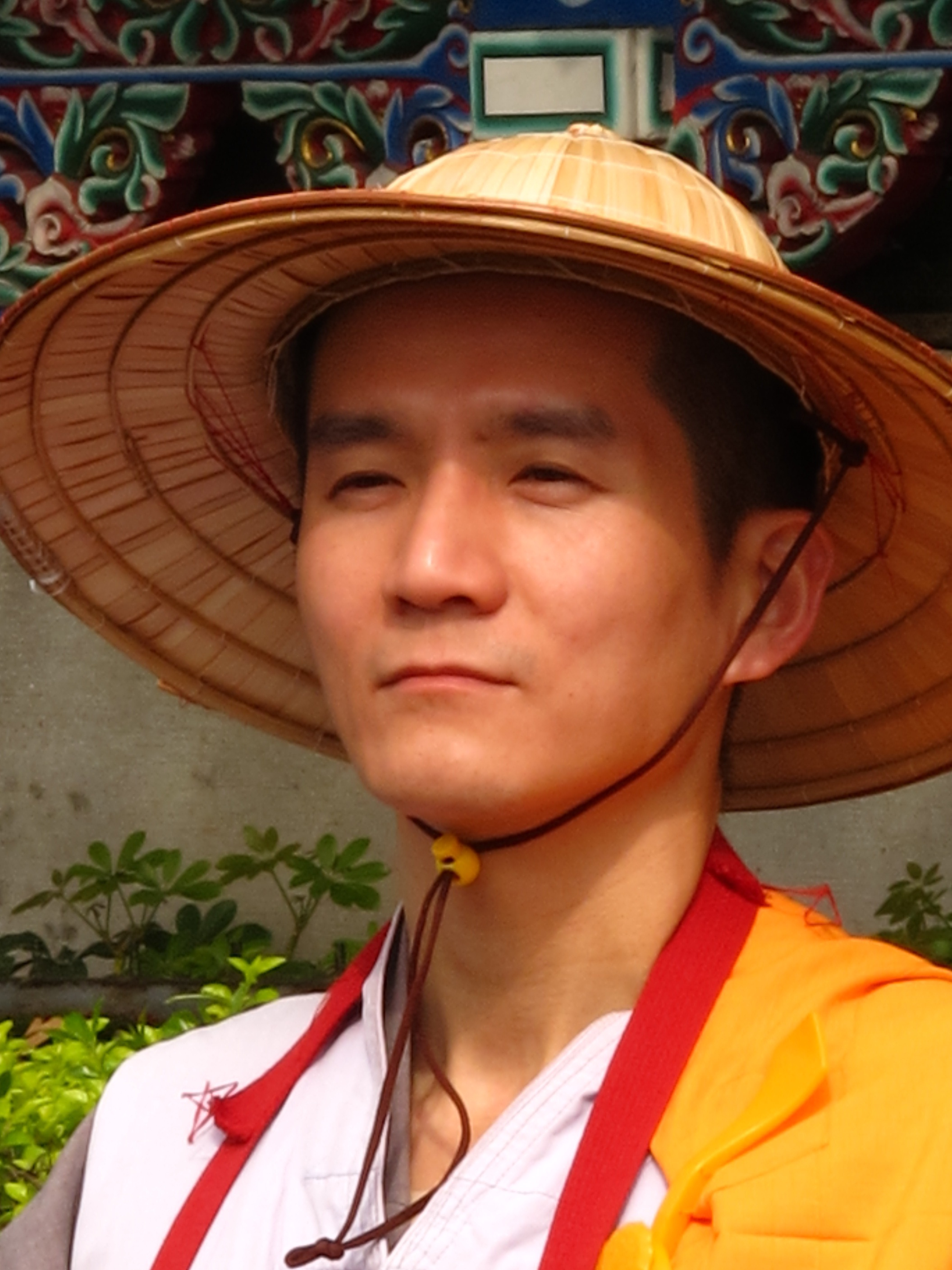
伝統的なローブと竹の帽子をかぶった台湾の僧侶。

台湾の仏教（たいわんのぶっきょう）は主要な宗教の一つをなしており、人口の約35%が仏教を信じている。台湾人は主に大乗仏教、儒教精神、土着の慣習、道教の伝統を実践している。宗教家は仏教と道教の両方の伝統に基づき、出産や葬儀など特別な機会に役目を果たしている。一部の人口は、より純粋に中国仏教の教えを実行しているが、これは他のアジアの伝統慣習を排除するものではない。
中華民国政府の統計においては、仏教と道教を区別しており、おおよそ同数の信徒であった。2005年の国勢調査では総人口2,300万人のうち、仏教徒が800万人、道教徒が760万人であった。道教徒と申告する人の多くは、実際は仏教の影響を受けたシンクレティズム的な伝統的な中国の民間信仰がみられる。一方で仏教徒をと申告する人は、観音菩薩や弥勒菩薩などの仏像を強調したり、菜食主義を支持する一貫道であったりと、より局所的な信仰を持ちえる。
アメリカ合衆国国務省の民主主義・人権・労働局の発表によれば、台湾では80%の人々が何らかの信仰形態を持っており、その中には仏教の要素を含んでいる台湾の伝統民間信仰や宗教が存在しているという。このことから、広い意味で、台湾では道教と混合した仏教の信仰者は全人口の80%に達すると言われる。
国共内戦以降、台湾の奇跡を経験した台湾においては仏教が急速に信徒を増やした。これはいくつかの主要な仏教教団が、自由、平等、理性といった現代的価値観をプロモートしたことが、増加しつつある中産階級らの魅力をとらえたものである。
台湾の仏教系団体は、大学、病院、災害救援といった公共財やサービスを提供するなど、多くの世俗社会への関与で知られている。

## 沿革

### 台湾での起源
台湾への仏教の伝来は、鄭氏政権時代（17世紀）である。清朝の治世下に入ると、福建省南部、広東省東部では仏教を吸収して派生した道教閭山派のほか、当地の習俗に合う仏教が現れるなど、信仰形態に変革が発生した。また、この時代の漢民族による主な信仰対象は、観音菩薩であった。
18世紀後半には観音菩薩を本尊とする寺院が漳泉、及び漳泉の住民が移民した台湾の地域に相次いで建立された。
この際に建立された寺院の中では、現地語で「巌仔」と呼ぶ山寺が最も多く、代表的な物として、1752年建立の芝山巌、1791年建立の宝蔵巌などがある。
山寺以外に観音菩薩を祀った寺院としては、寺（大廟）、宮、閣、堂（村廟）、壇、庵、巌（山の麓の寺院）などの種類がある。
また、この当時の仏教と道教との密接な関係を示すものとして、道観が建立された際に、道教の神像のほかに、観音菩薩や釈迦も祀られている。

### 日本統治時代
1895年に日本の統治が始まり、日本は台湾の宗教政策として、19世紀末に対外戦争での勝利によって興隆した国家神道を採用せず、以前より台湾で信仰されていた仏教をその基本とした。
これは欧米各国の植民地政策に採用されたキリスト教を利用した「宗教植民政策」ではなく、「宗教感化政策」であり、先住民族と漢民族が多く居住する台湾であったが、その日本化は急速に進んだ。
20世紀初頭に入り、日本による台湾統治が本格的に始まると、日本本土から仏教の宣教師が大量に渡来し、1945年の統治終了間際には、日本の8宗14派が渡来していたが、中でも浄土真宗本願寺派の展開がめざましい。これは台湾の人々の信仰感情と合致していたからである。また、菩薩を主な信仰対象とする曹洞宗・日蓮宗・浄土宗も大いに展開した。例えば、曹洞宗は自費で台湾観音山の参道（今の凌雲路）に三十三観音の石仏を設置している（礼仏古道）。
こうした状況の背景には、台湾の漢民族が在留日本人と共に、寺院・廟を改築し、仏像を増設するなどしたためで、各地に寺院や教会（仏教）が建立された。
各宗派の宣教師達は信者獲得競争に乗り出し、A派の信者をB派に転向させるなど、宗派間で諍いが発生したこともあった。
その後、台湾の仏教・民間信仰の信者が増加した中で、漢民族様式化され、シャーマニズム信仰を放棄した多数の平埔族を改宗させ、各宗派はそれぞれ彼らの一定数を信者としたため、宗派間の獲得競争はなくなり、円滑な交流が行われるようになった。（温國良編訳『台湾総督府公文類纂宗教史料集編』台湾省文献会、1999年6月、58ページ）
1941年の全台湾人500万人のうち、日本の仏教を信仰する者は8万人で、主に浄土真宗本願寺派・曹洞宗・日蓮宗・浄土宗を信仰していた。
上の8宗とは、華厳宗、天台宗、真言宗、臨済宗、曹洞宗、浄土宗、浄土真宗、日蓮宗で、14派とは、華厳宗、天台宗、真言宗高野派、真言宗醍醐派、臨済宗妙心寺派、曹洞宗、浄土宗、浄土宗西山深草派、真宗本願寺派、真宗大谷派、真宗木辺派、日蓮宗、本門法華宗、顕本法華宗である。また、天台宗修験道も台湾に支部を置いていたが、布教活動については不詳である。
一方、台湾人によって月眉山派、観音山派、法雲寺派、大崗山派と呼ばれる4つの派が創設された。これらを特に四大法脈（道場）と言う。また、その四派の本山寺院を四大名山という。

### 第二次世界大戦以降

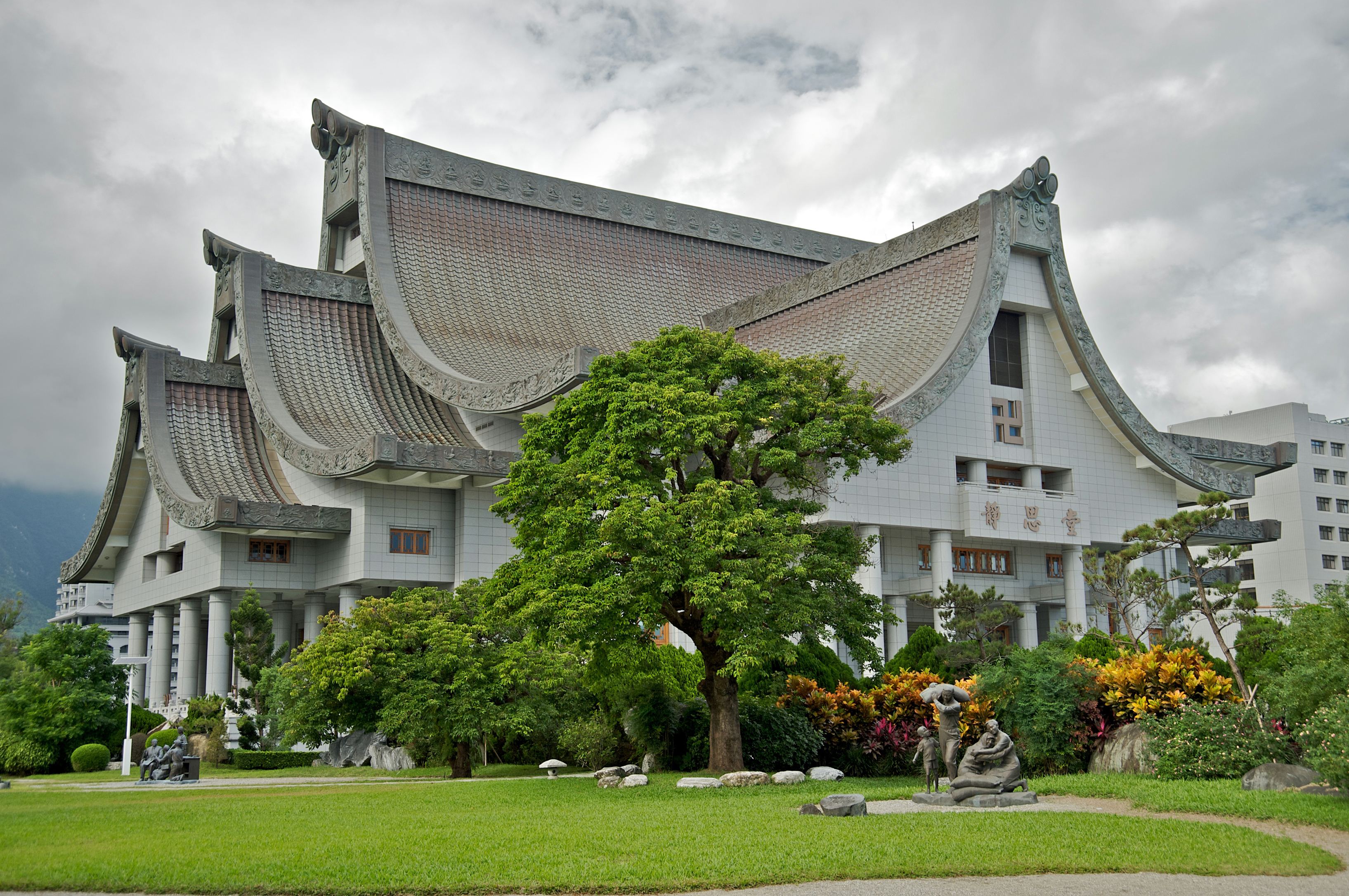
慈済基金会本部静思堂

1945年に第二次世界大戦が終わり、中国国民党政権が渡来した1950年代、国共内戦と中国共産党の仏教布教禁止令の影響で、大陸の仏教者が続々と渡来し定住した。彼らの仏教は漳泉で流行したような観音菩薩を神格化したものではなく、言うなれば無神教たる立場を強調した大乗仏教（漢伝仏教、チベット仏教）で、この時に本格的に台湾に伝来したのである。
これより数十年布教の後、1980年代には経済発展や当局による統制の緩和などの影響もあって、仏教が流行した。道教信仰と混淆した仏教信仰ではなく、純粋な漢伝大乗仏教が仏教の新興運動の主力となった。また、信者の増加だけではなく、これまでに知られていない（と称する）経典が各地で大量に発表された。
2003年には、台湾の仏教信者数は約548.6万人となり、これは台湾の全人口2300万人の23.9%を占める。ただし、この数字には儒教や道教、台湾の民間信仰との重複信仰者を含んでいる。宗派別の内枠としては、浄土宗・禅宗・無宗派の割合が多い。これは、仏教教団の活動によるもので、台湾仏教の5座山と呼ばれる、中台山の釈惟覚、法鼓山の釈聖厳、佛光山の釈星雲、霊鷲山の釈心道、慈済基金会の釈証厳の影響が大きい。この5団体はその社会を安定させる能力が肯定され、人々から敬重されているが、組織の規模があまりにも巨大で、他の先進国で見られる現象と同様に活動が過ぎることがあり、時々、世論を巻き起こすこともある。

## 台湾の仏教宗派
現在の台湾で活動する仏教宗派の主なものとして、次の9派・5座がある。

### 四大法脈
大崗山派は高雄市大崗山超峰寺の林永定が、月眉山派は基隆市霊泉寺の江善慧が、法雲寺派は苗栗県大湖法雲寺の林覺力が、観音山派は新北市五股凌雲寺の沈本圓によって、日本統治時代に創設された。これらを特に四大法脈（道場）と言う。また、その四派の本山寺院を四大名山という。

### 九大宗派
四大法脈の四派に、開元寺派、大仙寺派、万仏山派、清涼山派、東和寺派を加えて、九大宗派という。

### 五座山
九大宗派の他に、五座山がある。
- 法鼓山 - 創設者:釈聖嚴、曹洞宗、本拠地:新北市金山区
- 佛光山 - 創設者:釈星雲、臨済宗、本拠地:高雄市大樹区
- 慈済基金会 - 創設者:釈証厳、臨済宗、本拠地:花蓮県
- 中台山 - 創設者:釈惟覚、禅宗、本拠地:南投県
- 霊鷲山 - 創設者:釈心道、曹洞宗、本拠地:新北市貢寮区

### その他の宗派
上記9派・5座に属さない独立系の寺院も多数存在し、特に1990年以降台湾で急速に普及したケーブルテレビや衛星放送などのマスメディアを使った映像伝道に力を入れる法師が現れた。生命電視台の釈海涛、高雄文殊講堂の慧律法師、華蔵浄宗学会の釈浄空などが挙げられる。

### 日本に本部を置く宗派
現在台湾では、日蓮正宗（10箇寺）、浄土真宗、臨済宗、真言宗などの伝統宗派の寺院や、創価学会（台湾SGI）、霊友会、立正佼成会、真如苑、阿含宗などの仏教系新宗教の拠点が存在する。